# Комбофонтен
Комбофонтен (фр. Combeaufontaine) је насељено место у Француској у региону Франш-Конте, у департману Горња Саона.
По подацима из 2011. године у општини је живело 550 становника, а густина насељености је износила 45,12 становника/km².

## Демографија
| 1962. | 1968. | 1975. | 1982. | 1990. | 2011. |
| ----- | ----- | ----- | ----- | ----- | ----- |
| 412   | 379   | 347   | 421   | 446   | 550   |